# 小池靖一

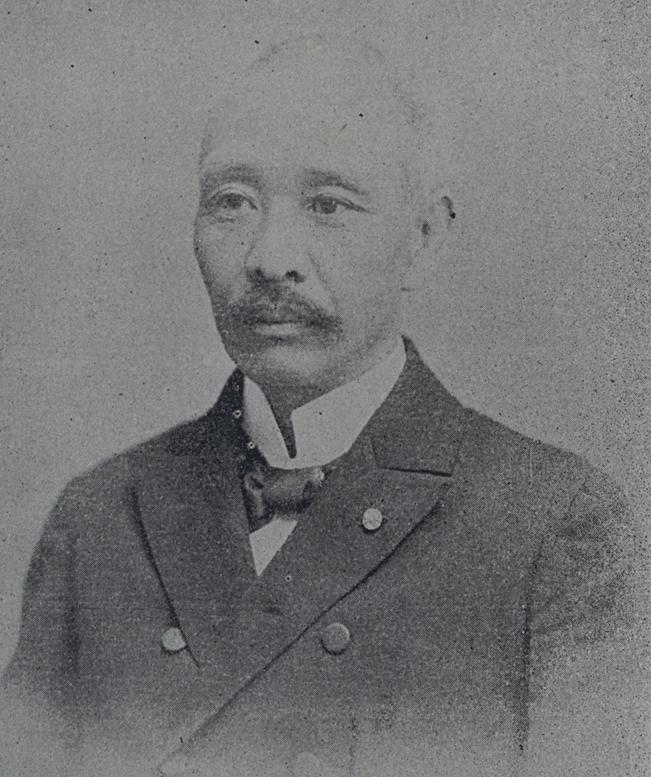
小池靖一

小池 靖一（こいけ せいいち、嘉永6年1月10日（1853年2月17日） - 昭和3年（1928年）1月13日）は、日本の衆議院議員（立憲政友会）、貴族院勅選議員。

## 経歴
加賀国金沢出身。英学・漢学を学び、開成学校教師を務める。大蔵省銀行局御用掛、参事院議官補、法制局参事官、同書記官、衆議院書記官、内務省監獄局長を歴任した。
1911年（明治44年）、衆議院議員に補欠当選。1920年（大正9年）6月2日には貴族院勅選議員に任じられた。
その他、明治法律学校講師、金沢電気瓦斯株式会社社長、明治商業銀行相談役を務めた。

## 栄典
位階
- 1886年（明治19年）7月8日 - 従六位[7]

勲章
- 1897年（明治30年）12月28日 - 勲五等瑞宝章[8]

## 訳書
- 『実業の帝国』（アンドリュー・カーネギー原著、1902年、実業之日本社）

## 親族
- 厚東篤太郎 - 三女の夫[1]。陸軍中将。